# Leikanger
Leikanger es un municipio de la provincia de Sogn og Fjordane, Noruega. Su centro administrativo es el pueblo de Hermansverk/Leikanger. Tiene una superficie de 180,11 km²  y una población de 2276 habitantes en 2015. Se encuentra en el distrito tradicional de Sogn.